# Pézènes-les-Mines
Pézènes-les-Mines település Franciaországban, Hérault megyében. Lakosainak száma 236 fő (2022. január 1.). Pézènes-les-Mines Bédarieux, Brenas, Carlencas-et-Levas, Faugères, Fos, Mérifons, Montesquieu, Roquessels és Valmascle községekkel határos.

## Népesség
A település népességének változása:
| Lakosok száma | 151  | 180  | 207  | 193  | 247  | 244  | 241  | 236  | 234  | 236  |
|               | 1968 | 1982 | 1990 | 2006 | 2013 | 2015 | 2017 | 2019 | 2020 | 2022 |